# Верба арктична
Верба арктична (Salix arctica) — вид чагарникових рослин родини вербові (Salicaceae), який має субарктичне й арктичне поширення навколо Північного Льодовитого океану.

## Опис
Це невеликий, повзучий кущ заввишки 1–15 см, рідко 25 см. Зазвичай зростає поодиноко, іноді утворює колонії за допомогою столонів. Основні гілки лежать ниць або у вертикальному положенні. Жовто-коричнева, жовта, сірувато-коричнева, червоно-коричнева або коричнева кора гілок біляста і гола. Кора гілочок жовто-коричнева, червоно-коричнева або фіолетова, сиза чи ні, здебільшого волосиста, іноді гола. Листя: прилистки відсутні, рудиментарні або листоподібні (0.2–1.5–10 мм); черешок 2–35 мм, найбільші листові пластини від вузько до широко еліптичних, субокруглі чи округлі, оберненоланцетні, оберненояйцевиді або широко-оберненояйцевиді, 10–85 × 5.5–60 мм, основи клиноподібні, опуклі, або округлі, краї злегка донизу або плоскі, цільні, верхівки загострені, гострі, опуклі, або округлі, нижні поверхні волосисті, горішні поверхні дещо блискучі або тьмяні, голі чи волосисті. Тичинкові сережки 14–65 × 5–18 мм, мають жовтий колір; маточкові сережки від щільно до помірно квіткових (30 + квітів), тонкі, товсті чи майже кулясті, 20–145 × 8–22 мм, мають червоний колір; квіткові приквітки коричневого або чорного кольору, 1.6–3.7 мм, краї іноді виїмчасті. Плодові капсули від сильно волохатих до іноді голих довжиною від 4 до 9 мм.

## Поширення
Євразія (Ісландія, Шпіцберген, Китай [Сіньцзян], Росія); Північна Америка (Гренландія, Канада, США [Вашингтон, Аляска]). У Сіньцзяні зростає в альпійській тундрі на висотах 2000—2800 м. Також культивується. Населяє арктично-альпійські, від промоклих до помірних або сухих середовищ, у тому числі це вологі сфагнові болота й осокові луки, берегові вали, сланцеві й гіпсові гребені, гнайсові скелі, схили, льодовикові морени, заболочені солончаки, сухий вапняний гравій, грубозернисті піщані ґрунти.

## Використання
Арктична верба є джерелом харчування для кількох арктичних тварин. Вівцебик, олень північний, заєць арктичний, лемінги харчуються корою і гілками, а бруньки є основним джерелом харчування куріпки тундрової.
Інуїти й кучини використовують цю вербу. Гілки користають як паливо, а рослину для кількох лікувальних цілях, наприклад, зняття зубного болю, допомоги зупинити кровотечу, лікування діареї й розладів шлунка. Ніжні молоді пагони арктичної верби містять значну кількість вітаміну С і мають солодкий смак. Молоде листя верби є чудовим джерелом вітаміну С, воно містить у 7–10 разів більше вітаміну С, ніж апельсини. Чай із кори діє аналогічно аспіринові. Жування кори очищає зуби і запобігає карієсу.

## Галерея

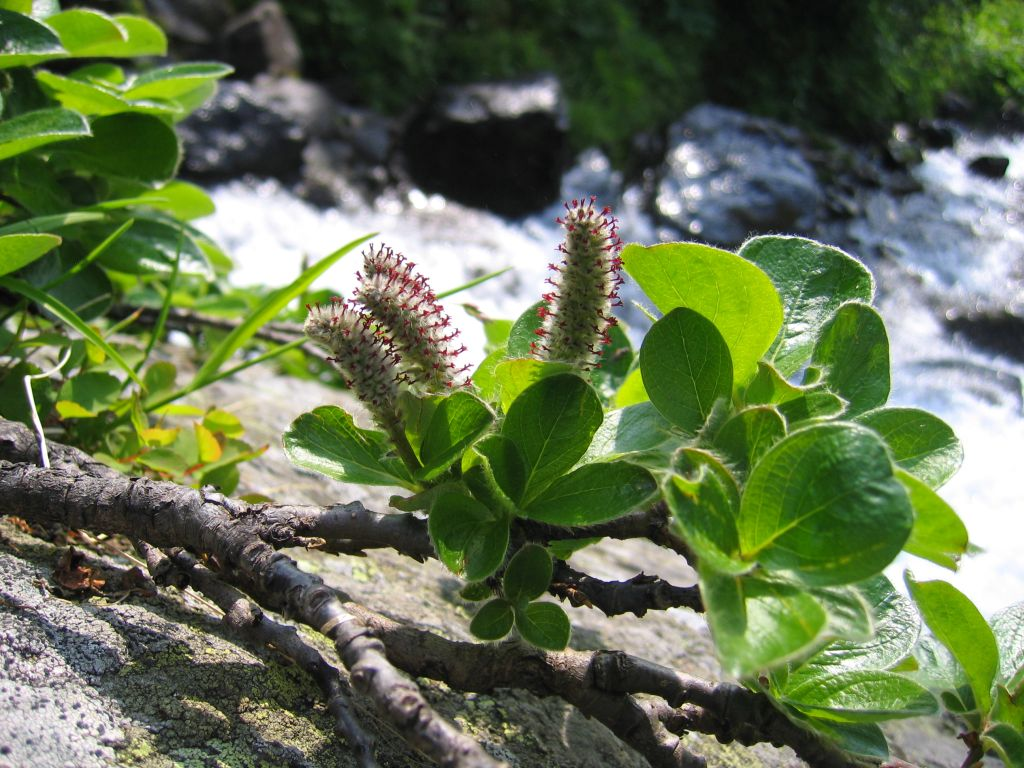
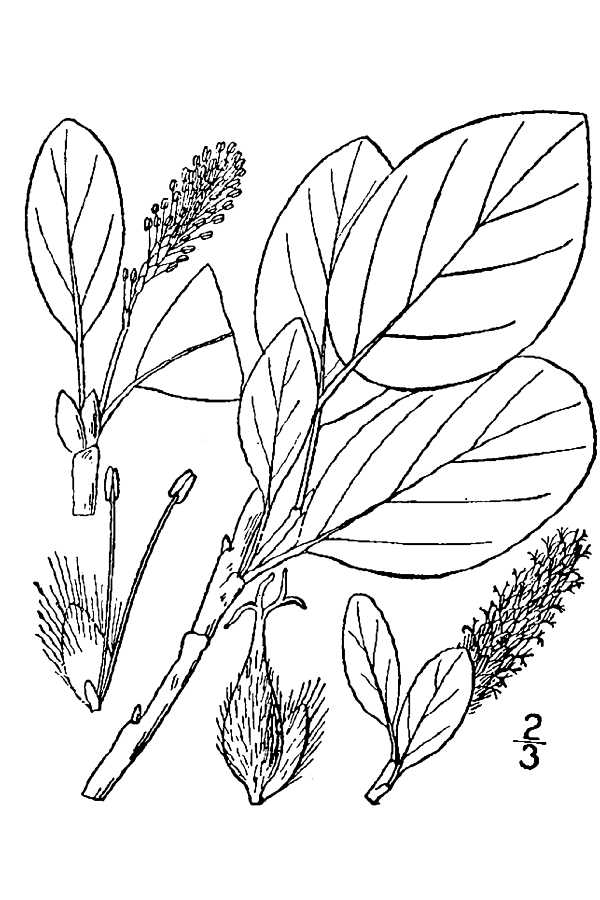